# 超級星期二
超級星期二（英語：Super Tuesday）是美國大选年二月或三月，多个州同时举办總統候選人初選的星期二。該日多個州份會同時選出兩黨的候選人。由於該日的結果对选情影响巨大，各候選人特別注重該日的表現，因此被稱為「超級星期二」。

## 發展
「超級星期二」這個專有名詞最初出現在1984年。當年有三个超級星期二，而那年代表民主黨參選的沃爾特·蒙代爾是到了第三次的超級星期二才确立党内无可撼动的领先位置。接著的總統選舉年都會舉行超級星期二。
「超級星期二」是初选过程中的关键节点，1992年比尔·克林顿在前幾州初選時節節敗退，但在超級星期二贏取南部大部份州的選票，出線成為民主黨候選人。1996年，鮑伯·杜爾也是在超級星期二時出線成為共和黨候選人。2000年的超級星期二共有16個州举行初选，打破以往的紀錄，該年高爾與乔治·W·布什皆在此時贏得提名。
2008年的2月5日超級星期二，共有二十四個州举行初选，創下了有史以來的紀錄。有些專家稱其為「海嘯星期二」。在3月4日，還會舉行另一次超級星期二，但只有四個州份參與。

## 2008年美國總統選舉
2008年2月5日是2008年美國總統選舉的“超級星期二”。美國的24個州份會舉行黨內總統候選人初選或黨團會議，其中19個州同時舉行兩黨的初選。最引人注目的就是在"超級星期二"舉行初選投票的包括了幾個黨代表人數較多的大州。例如紐約州（共和黨代表101人、民主黨代表232人），伊利諾伊州（共和黨代表57人、民主黨代表153人），加利福尼亞州（共和黨代表170人、民主黨370人），對候選人而言，這些大州就成了必爭之地，絕不能放棄。

## 2016年美國總統選舉
2016年的超级星期二是三月一日。进行初选的州有阿拉巴马、阿拉斯加（共和党）、阿肯色、科罗拉多、佐治亚、马萨诸塞、明尼苏达、南达科塔（共和党）、俄克拉荷马、田纳西、德克萨斯、佛蒙特、弗吉尼亚、怀俄明（共和党）。

## 2020年美國總統選舉
2020年3月3日，超级星期二在阿拉巴马、阿肯色、加利福尼亚、科罗拉多、缅因、马萨诸塞、明尼苏达、北达科塔、俄克拉荷马、田纳西、德克萨斯、犹他、佛蒙特、弗吉尼亚举行。由于总统川普再度参选且共和党内对其支持度稳定，使共和党初选结果几乎没有悬念。而民主党初选的3979名党代表中共有1357名在超级星期二產生，即超过1/3的比例的黨代表在同一日選出，很大程度上是因为两个人口最大的州加利福尼亚州和得克萨斯州都参与2020年的超级星期二，它们分别選出415名和228名代表。
在上述的14个州中，只有13个会进行共和党初选；弗吉尼亚州共和党党团已在2月17日直接宣布支持寻求连任的总统川普为提名人，并将所有党代表票投给川普。
在民主黨初選中，拜登在超級星期二扭轉先前劣勢，獲得代表數超越在此之前領先的桑德斯。

## 多媒體
- 2020年美国超级星期二选区